# 福栄村 (山口県)
福栄村（ふくえそん）は、山口県の北中部にあった村。阿武郡に属していた。
2005年（平成17年）3月6日に市町村合併により、現在は萩市の一部となっている。

## 地理

### 隣接する自治体
- 萩市
- 阿武郡川上村、阿武町、阿東町、むつみ村

## 歴史
- 1955年（昭和30年）4月1日 - 福川村・紫福村が合併して発足。
- 2005年（平成17年）3月6日 - 萩市・川上村・田万川町・むつみ村・須佐町・旭村と合併し、改めて萩市が発足[1]。同日福栄村廃止。

## 交通

### 鉄道
村内を鉄道路線は通っていない。鉄道を利用する場合の最寄り駅は、JR西日本山陰本線東萩駅。

### 路線バス
- 防長交通

### 道路

#### 主要地方道
- 山口県道10号山口福栄須佐線
- 山口県道11号萩篠生線

#### 一般県道
- 山口県道293号萩長門峡線
- 山口県道315号吉部下萩線
- 山口県道316号高佐下阿武線
- 山口県道328号福井上蔵目喜線

## 名所・旧跡・観光
- 森田家住宅（国の重要文化財）
- 大板山たたら製鉄遺跡
- 道の駅ハピネスふくえ
- 平蕨台